# Pour toi je ferai bataille
Série
Les navets blancs empêchent de dormir
(2011)
Pour plus de détails, voir Fiche technique et Distribution.
Pour toi je ferai bataille est un court-métrage de fiction belge réalisé par Rachel Lang, sorti en 2010. C'est le premier épisode d'une trilogie (avec Les navets blancs empêchent de dormir sorti en 2011 et Baden Baden sorti en 2016) mettant en scène le personnage de Ana.

## Synopsis
Nous suivons le parcours d'Ana, une jeune fille assez perdue au sortir de l’adolescence. Elle ne sait plus où elle en est. Aussi elle choisit de lutter à sa manière en s'engageant dans l'armée de terre. Elle trouve dans le groupe, dans la discipline, et parfois même dans l’aliénation, une béquille pour être au monde.

## Fiche technique
- Titre : Pour toi je ferai bataille
- Réalisation : Rachel Lang
- Scénario : Rachel Lang
- Photo : Fiona Braillon
- Montage : Adeline Nonat
- Société de production : Mediadiffusion (IAD - Institut des Arts de Diffusion Louvain-La-Neuve)
- Pays d'origine : Belgique
- Genre : drame
- Durée : 21 min.
- Date de sortie : 2010

## Distribution
- Salomé Richard : Ana
- Sarah Gilman : Sarah
- Eloïse Genet : Emilie
- Marina Djafar : Meriem
- Jean Schneider : Sergent-Chef Schneider
- Yoann Miclo : Sergent Weber
- Martine Willequet : Médecin

### Récompenses
- Pardino d'Argento, Festival del Film Locarno (Suisse)[1],[2].
- Grand Prix national, Festival International des Écoles de Cinema, Huy (Belgique).
- Prix d'interprétation, Festival du Film de Vendôme (France).
- Prix de la Deux & Prix de l'image numérique, FIFF, Namur, (Belgique).
- Mention spéciale du Jury, International Kortfilm festival Leuven (Belgique).
- Prix de la meilleure Fiction, Festimages 2011, Charleroi (Belgique).
- Prix du Jury, Inconnu Festival, Paris (France).
- 2e prix, Festival Silence on court, Paris (France).
- Prix d'interprétation pour Salomé Richard, Le court en dit Long, CWB, Paris (France).
- Grand Prix international du festival international de Hambourg (Allemagne)[3]
- Grand Prix, Golden Angel Shorcut, Tofifest International Film Festival, Torun (Pologne)